# أنطوان ويسترمان
أنطوان ويسترمان (بالفرنسية: Antoine Westermann)‏ هو طباخ فرنسي، ولد في 4 أبريل 1946 في ويسيمبورغ في فرنسا.

## وصلات خارجية
- الموقع الرسمي